# Проховице
Проховице (пољ. Prochowice) град је у Пољској у Војводству доњошлеском. По подацима из 2012. године број становника у месту је био 3657.

## Становништво
| 2012. |
| ----- |
| 3.657 |

## Партнерски градови
- Варбург